# Joseph Lamay
Joseph Lamay (auch in der Schreibweise Josef bekannt) (* 22. Juli 1892 in Ehlhalten; † 1. Oktober 1961 in Limburg an der Lahn) war ein deutscher römisch-katholischer Geistlicher, päpstlicher Geheimkämmerer und Abgeordneter des Provinziallandtages der preußischen Provinz Hessen-Nassau.

## Leben und Wirken
Joseph Lamay war ein Sohn des Volksschullehrers Johann Lamay und dessen Ehefrau Margaretha Gräber. Nach dem Abitur am Konvikt in Hadamar studierte er Theologie an den Universitäten in Fulda und Freiburg im Breisgau. Seit 1913 war er Mitglied der katholischen Studentenverbindung KDStV Hohenstaufen Freiburg im Breisgau im CV.  1914 wurde er in Limburg zum Priester geweiht und war fünf Jahre als Subregens am Bischöflichen Konvikt in Montabaur tätig, bevor er auf die Stelle eines Kaplans in Frankfurt-Bornheim versetzt wurde. Drei Jahre später wurde er Kaplan in Wiesbaden-Biebrich. 1925 kam die Ernennung zum Direktor des Caritasverbandes der Diözese Limburg, nachdem er zuvor in Frankfurt als Kaplan und stellvertretender Caritasdirektor tätig gewesen war. Als Sekretär des Bischofs war er von 1926 an auch Diözesanpräses der katholischen Frauen- und Müttervereine und ab 1927 Geschäftsführer der Katholischen Schulorganisation in der Diözese Limburg.
Lamay betätigte sich politisch, trat der Deutschen Zentrumspartei bei und wurde deren Kreisvorsitzender in Limburg. 1933 erhielt er ein Mandat für den Nassauischen Kommunallandtag des preußischen Regierungsbezirks Wiesbaden, aus dessen Mitte er zum Abgeordneten des Provinziallandtages der Provinz Hessen-Nassau bestimmt wurde.
Am 10. November 1938 erhielt  Lamay den Ehrentitel eines Päpstlichen Geheimkämmerers mit der Anrede Monsignore.
Am 1. August 1943 erhielt er die Berufung zum Domkapitular und zum Wirklichen Geistlichen Rat.
Nach dem Krieg zählte er zu den Mitbegründern der CDU in Limburg.
Lamay fand seine letzte Ruhestätte in der Grablege der Domherren auf dem Domfriedhof in Limburg.

## Öffentliche Ämter
- Mitglied des Landesjugendamtes
- Mitglied der Hauptversammlung der Hessen-Nassauischen Lebensversicherungsanstalt
- Mitglied des Rundfunkrates des Hessischen Rundfunks

## Päpstliche und bischöfliche Ehrungen
- 1951 Päpstlicher Hausprälat
- 1955 Ehrendomherr